# Красимир Димовски
Красимир Димовски е съвременен български писател.

## Биография и творчество
Красимир Димовски е роден на 25 февруари 1961 г. в Асеновград. Детството му преминава в село Яврово. Завършва чешка филология в Пловдивския университет „Паисий Хилендарски“. Работи като журналист, редактор и политически коментатор във в. „Марица“, бил е редактор в списанията „Седмица“, „Елит“, в. „Новинар“, зам.-главен редактор на „БГ Куриер“, изпълнителен директор на ИК „Марица“.
Автор е на ежедневната рубрика „Свирепо настроение“ във в. „Марица“, където публикува карикатури от 1993 г. до 2012 г., за която е носител на награда „Пловдив“ за журналистика (1997). Има две самостоятелни изложби с карикатури – през 1997 г. в галерия „Ромфея“ в Пловдив и в Стария град – през 2011 г.
Публикува цикъл стихотворения в сп. „Пламък“ (1981), а за дебютните си разкази като студент получава два пъти награда „Академика“. Публикувал е разкази и новели във в. „Стандарт“, „Труд“ и списание „Съвременник“.
Дебютира със сборника с разкази „Ние, кавалеристите“ (1987), а книгата с разкази „Райската градина“ излиза през ноември 1989 г.
След 30-годишна пауза, през 2021, излиза книгата с разкази „Момичето, което предсказваше миналото“, която получава наградата за проза на Съюза на българските писатели, награда „Пловдив“ и националната награда „Милош Зяпков“.
Последвана е от книгата с 3 новели „Ловецът на русалки“ (2022) и романа „Тезеят в своя лабиринт“ (2024). Книгите представляват стилистична и тематична трилогия.
През 2023, танцьорите от студио „Дуенде“ пресътворяват разказите от „Момичето, което предсказваше миналото“ в тридесетминутен модерен танц. Постановката е играна в „Кукления театър“ в Пловдив.
Превеждан е на немски, руски и италиански. Номиниран е за наградата за литература на Европейския съюз.

## Награди и номинации
| Година | Награда                                           | Номиниран                               | Резултат  |
| ------ | ------------------------------------------------- | --------------------------------------- | --------- |
| 1983   | национално литературно отличие „Академика“        | разкази                                 | награда   |
| 1997   | награда „Пловдив“ за журналистика                 | рубрика „Свирепо настроение“            | награда   |
| 2021   | награда „Пловдив“ за проза                        | „Момичето, което предсказваше миналото“ | награда   |
| 2021   | награда „Хеликон“                                 | „Момичето, което предсказваше миналото“ | номинация |
| 2022   | награда за проза на Съюза на българските писатели | „Момичето, което предсказваше миналото“ | награда   |
| 2022   | национална награда „Милош Зяпков“                 | „Момичето, което предсказваше миналото“ | награда   |
| 2022   | награда „Йордан Радичков“                         | „Момичето, което предсказваше миналото“ | номинация |
| 2022   | награда „Хеликон“                                 | „Ловецът на русалки“                    | номинация |
| 2023   | национална награда на „Портал Култура“ за проза   | „Ловецът на русалки“                    | награда   |
| 2023   | награда за литература на Европейския съюз         | „Ловецът на русалки“                    | номинация |